# Pandinurus kmoniceki
Espèce
Pandinurus kmoniceki est une espèce de scorpions de la famille des Scorpionidae.

## Distribution
Cette espèce est endémique du Somaliland en Somalie. Elle se rencontre vers Borama.

## Description
Le mâle holotype mesure 72,95 mm et la femelle paratype 91,95 mm.

## Étymologie
Cette espèce est nommée en l'honneur de Hynek Kmoníček.

## Publication originale
- Kovařík, Lowe, Mazuch, Plíšková & Šťáhlavský, 2017 : « Scorpions of the Horn of Africa (Arachnida: Scorpiones). Part XI. Pandinurus kmoniceki sp. n. (Scorpionidae) from Somaliland. » Euscorpius, no 243, p. 1-103 (texte intégral).